# Scaeurgus patagiatus
Scaeurgus patagiatus — вид головоногих моллюсков из семейства обыкновенные осьминоги (Octopodidae). Длина мантии самцов до 6,3 см. Встречаются в субтропических водах Тихого океана (Гавайи, Японское и Восточно-Китайское моря). Обитают на морском дне на глубине от 200 до 300 м. Охранный статус вида не установлен, они безвредны для человека и не являются объектами промысла.